# 望都県
望都県（ぼうと-けん）は中華人民共和国河北省保定市に位置する県。

## 歴史
前漢により設置された。南北朝時代の北斉により廃止されたが、隋朝が成立すると586年（開皇6年）に再び設置された。その後大業初年に廃止されたが、621年（武徳4年）、唐朝により再び設置された。金朝になると慶都県と改称されたが、1746年（乾隆11年）に再び望都県とされた。
1958年に唐県に編入されたが、1962年に再び設置され現在に至る。

## 行政区画
- 鎮:望都鎮、固店鎮、賈村鎮、中韓荘鎮、寺荘鎮、趙荘鎮、高嶺鎮
- 郷:黒堡郷